# Methylophilaceae
Die Methylophilaceae bilden eine Familie innerhalb der Proteobacteria und sind die einzige Familie der Ordnung Methylophilales.
Sie zählen zu den methylotrophen Bakterien, was bedeutet, dass sie in der Lage sind, Moleküle, die keine direkten Kohlenstoff-Kohlenstoff-Bindungen enthalten, als einzige Energiequelle für das Wachstum und den Energiegewinn zu nutzen, indem sie diese Verbindungen oxidieren. Beispiele für solche Verbindungen sind Ameisensäure, Formaldehyd, Methanol, Methylamin und Dimethylamin.

## Merkmale
Methylophilaceae können nicht ohne Sauerstoff leben, sind also obligat aerobe Bakterien. Überdauerungsformen wie Sporen oder Kapseln werden von ihnen nicht gebildet. Sie sind Gram-negative Bakterien, der auf der Cytoplasmamembran liegenden, dünnen Mureinhülle der Zellwand ist eine zweite Lipid-Membran aufgelagert. Einige Arten, wie Methylophilus methylotrophus sind durch eine polare Geißel beweglich (motil), andere besitzen keine Geißeln (z. B. Methylophilus leisingeri). Die Zellen sind meist stäbchenförmig.
Die Methylophylaceae sind in Süßwasser, Boden und Schlamm vertreten. Aufgrund der Verwertung von Einkohlenstoffverbindungen wie Methanol spielen sie eine wichtige Rolle im Kohlenstoffkreislauf.
Das Genom von Methylobacillus flagellatus wurde komplett sequenziert.

## Stoffwechsel und Methylotrophie
Methylotrophe Bakterien nutzen Moleküle, die keine C–C-Bindungen enthalten (C1), für den Stoffaufbau und als Energiequelle. In diesen Einkohlenstoffverbindungen ist entweder nur ein Kohlenstoffatom vorhanden (z. B. Methanol) oder es ist, wie bei Dimethylamin, kein Kohlenstoffatom direkt mit einem anderen verbunden.
Die Methylophilaceae nutzen meist Methanol und Methylamin als Kohlenstoff- und Energiequelle. Methan, die einfachste organische Einkohlenstoffverbindung, kann von den methylotrophen Bakterien nicht verwertet werden. Bakterien, die hierzu in der Lage sind, werden zu den Methanotrophen gestellt. Beispiele der Methanotrophen sind Methylocystis und Methylosinus, beide Gattungen der Methylocystaceae, sowie Methylococcus und Methylobacter (Methylococcaceae).
Die Methylophilaceae oxidieren die Methylgruppen der jeweiligen Verbindungen wie Methanol zu Formaldehyd, die dabei gewonnenen Elektronen werden auf die Atmungskette übertragen. Die Assimilation von Kohlenstoff erfolgt bei den Methylophilaceae über den sogenannten Ribulosemonophosphatweg.
Methylophilaceae sind in der Regel obligat methylotroph, sie können ausschließlich Moleküle ohne C–C-Bindungen zum Energiegewinn und Kohlenstoffassimilation (Wachstum) nutzen. Einige Stämme sind allerdings auch in der Lage, andere Verbindungen, wie z. B. verschiedene Monosaccharide (Einfachzucker) zu verwerten. So wächst z. B. Methylophilus methylotrophus auch gut mit Glucose. Weitere Verbindungen, die eher schwaches Wachstum einiger Stämme dieser Art ermöglichen, sind z. B. Lactose, Ethanol und Propanol. Auch die Art Methylovorus glucosotrophus kann Glucose nutzen. Als Stickstoffquellen können einfache Moleküle wie Ammonium, Dimethylamin oder Nitrat dienen. Die stäbchenförmige Art Methylotenera mobilis kann Methylamin zugleich als einzige Kohlenstoffquelle und einzige Stickstoffquelle nutzen.

## Systematik
Methylotrophe Bakterien sind schon seit langem bekannt, die erste Beschreibung stammt von 1901. Allerdings wurde erst um 1970 mehr um die physiologischen Eigenschaften und Systematik dieser Bakterien bekannt. Methylotrophe und auch methanotrophe Bakterien sind phylogenetisch sehr vielfältig. Die Methylophilaceae werden den Betaproteobakterien zugerechnet. Weitere methylotrophe Bakterien finden sich in den Alpha- und Proteobakterien. Die zwei dort stehenden Familien Methylococcaceae und Methylocystaceae beinhalten auch methanotrophe Arten, sie können Methan und Methanol als einzige Kohlenstoffquelle für Wachstum und Aufbau der Zellsubstanz nutzen. Viele sind obligat methanotroph, also nicht in der Lage andere Verbindungen als Methan und Methanol als Kohlenstoffquelle zu nutzen, hierzu zählen z. B. Arten von Methylocystis.
Zu fakultativ methylotrophen Gattungen, die ebenfalls Einkohlenstoffbindungen nutzen können, aber nicht auf sie angewiesen sind, zählen Arten von z. B. Xanthobacter (Familie Xanthobacteraceae, Alpha-Proteobakterien), Acetobacter (Familie Acetobacteraceae, Gamma-Proteobakterien).
Gattungen der Methylophilaceae:
- Methylobacillus Yordy & Weaver 1977
- Methylophilus Jenkins et al. 1987
- Methyloradius Miyadera et al. 2022
- Methylotenera Kalyuzhnaya et al. 2006
- Methylovorus Govorukhina & Trotsenko 1991
- Novimethylophilus Lv et al. 2018
- Pseudomethylobacillus Sheu et al. 2019